# اچ‌ام‌اس اینویسیبل (۱۷۴۷)
اچ‌ام‌اس اینویسیبل (۱۷۴۷) (به انگلیسی: HMS Invincible (1747)) یک کشتی است که طول آن ۱۷۱ فوت ۳ اینچ (۵۲٫۲۰ متر) می‌باشد. این کشتی در سال ۱۷۴۴ ساخته شد.